# 小田切進
小田切 進（おだぎり すすむ、1924年9月13日 - 1992年12月20日）は、日本の日本近代文学研究者。立教大学名誉教授。

## 来歴・人物
1924年、東京府荏原郡駒沢村（後の駒沢町、その後東京市世田谷区を経て現・東京都世田谷区）生まれ。世田谷区立深沢尋常小学校、東京府立第十中学校から第二早稲田高等学院を経て早稲田大学国文科で学んだ。改造社で『改造』の編集に従事し、プロレタリア文学に関する評論を発表。1955年より立教大学に勤務し、のち教授。1990年、退職。
高見順や伊藤整らと日本近代文学館の設立に努め、63年、同文学館専務理事、64年、この設立運動で高見とともに菊池寛賞を受賞。71年より同文学館理事長。神奈川近代文学館の設立にも尽力した。73年、編著『現代日本文芸総覧』で毎日出版文化賞。1993年、紀田順一郎・尾崎秀樹共同監修の『少年小説大系』全32巻（三一書房）が第16回巖谷小波文芸賞受賞。

## 業績・評価
- 書誌学者の谷沢永一より『紙つぶて』にて、日本近代文学館理事長としての在り方（独善的な運営）を批判され、「公共の施設を楯に取って売名を企てる蛆虫野郎」と罵倒されている。
- 詩人・弁護士の中村稔も小田切との関係を回顧して、「日本近代文学館の収益となっていた、ほるぷ出版の危機を救った礼として、自分は、日本近代文学館の『名前だけの理事』に就任させられた」 「神奈川近代文学館は、あまりにも豪華な施設であり、その広大な施設の維持費と、多くの職員の人件費を神奈川県が負担していることを考えると、背筋が寒くなった」「小田切進という人は、日本近代文学館の理事長、神奈川近代文学館の館長として文壇の大物のように自負し、そのようにふるまってきたが、研究者としての業績のまったくなかったことに驚く外ない」と批判的に書いている[1]。

## 家族・親族
- 伯父：母方の伯父に医学者杉田直樹がいる[2]。
- 長兄：小田切秀雄
- 甥：小田切有一
- 大甥：小田切光

## 著書
- 『昭和文学の成立』勁草書房 1965
- 『日本の名作 近代小説62篇』中公新書 1974
- 『日本近代文学の展開―近代から現代へ』読売新聞社(読売選書)1974
- 『書物の楽しみ』冬樹社 1977
- 『大波小波 匿名批評にみる昭和文学史』全4巻　東京新聞出版局 1979
- 『文庫へのみち 郷土の文学記念館』正続　東京新聞出版局 1981
- 『近代日本の日記』正続　講談社 1984-87
- 『作家の肖像』永田書房 1991
- 『小田切進エッセー選』全3巻 博文館新社 1992-94

### 編著共著
- 『近代文学研究必携　増補版』近代文学懇談会 (編集), 小田切進 (編集)　学灯社 1963
- 『写真近代日本文学百年』紅野敏郎 明治書院 1967
- 『現代日本文芸総覧』上中下・補巻 明治文献 1968-73 
  - 増補改訂版 (1992
- 『日本の短編小説 明治・大正』潮文庫 1973
- 『日本の短編小説 昭和』上中下　潮文庫 1973
- 『新潮社八十年図書総目録』 新潮社 1976
- 『ポケット日本名作事典』監修 平凡社 1981
  - 『新版 ポケット日本名作事典』尾崎秀樹共著、平凡社、 2000
- 『芥川賞小事典』 文藝春秋 1983
- 『新潮社九十年図書総目録』 新潮社 1986
- 『日本の文学 古典編21 堤中納言物語』市古貞次共編 ほるぷ出版 1986
- 『日本の文学 古典編40 芭蕉集』市古貞次共編 ほるぷ出版 1987
- 『昭和文学論考 マチとムラと 小田切進先生退職記念論文集』 八木書店 1990
- 『近代名作紀行: 文学と作家のこころに出逢う』 ぎょうせい 1992
- 『日本近代文学年表』 小学館 1993
- 『新潮総目次・執筆者索引 (近代文学館 1 マイクロ版)』 八木書店　1994/8/1
- 『解放総目次・執筆者索引 (近代文学館 2 マイクロ版)』 八木書店　1994/8/1